# Phaenomonas
Phaenomonas is een geslacht van straalvinnige vissen uit de familie van slangalen (Ophichthidae). Het geslacht is voor het eerst wetenschappelijk beschreven in 1941 door Myers & Wade.

## Soorten
- Phaenomonas cooperae Palmer, 1970
- Phaenomonas longissima Cadenat & Marchal, 1963)
- Phaenomonas pinnata Myers & Wade, 1941